# Alejandro Aróstegui
Alejandro Aróstegui (Bluefields, Zelaya, 4 de julio de 1935) artista visual y muralista nicaragüense.
Pintor nicaragüense considerado de gran importancia en Latinoamérica. Introdujo una visión universal con el uso de elementos no tradicionales en la pintura Nicaragüense. Fundador del Grupo, galería y revista Praxis. Reconocido por prestigiosos críticos de Latinoamérica, Estados Unidos y Europa. Ha realizado exposiciones individuales en importantes museos de América y Europa. Trabaja en técnica mixta, collage y texturas sobre tela dentro del paisaje telúrico y lacustre nicaragüense.

## Biografía
Nació en Bluefields, el departamento de Zelaya, el 4 de julio de 1935. En 1940, con su familia se traslada a Managua. Inicia primaria y secundaria, Instituto Pedagógico de Managua, bachillerato en 1953.
Estudios: Arquitectura, Universidad de Tulane, New Orleans, Estados Unidos (1954). Pintura, Ringling School of Art, Sarasota, Estados Unidos (1955-58). Academia San Marco, Florencia, Italia (1958-59). Ecole de Beaux Art, París, Francia (1960-62).
Regresa a Nicaragua en 1963, invitado por el Maestro Rodrigo Peñalba, presenta su primera exhibición personal, Escuela Nacional de Bellas Artes. Fundador y Director del Grupo y Galería Praxis, Managua. Reside en Nueva York durante cinco años, realiza exhibiciones personales y colectivas dentro y fuera de Estados Unidos. En 1972 regresa a Nicaragua, reorganiza el Grupo Praxis, se publican dos números de la Revista Praxis. Inauguración nuevo local de Galería Praxis, destruida por el terremoto de Managua en 1972.
Ha ejercido cargos de Director Galería Praxis, Managua (1963- 1966-1972). Director de Bellas Artes, UNAN, León (1972). Director Escuela Nacional de Artes Plásticas, Managua, (1983-84). Asesor Consejo Facultad de Humanidades, UCA, Managua, Nicaragua (1995). Asesor Consejo de Artes Plásticas Teatro Nacional Rubén Darío, Managua (1997).

## Premios y distinciones
Fundación Óscar Arias: litografía Cinco Artistas Centroamericanos y la Paz, Barcelona, España. Ha participado en bienales: invitado de honor fuera de concurso, Cuenca, Ecuador. Eco Art, Museo de Arte Moderno. Medalla de oro, Simone Bonzano, Río de Janeiro, Brasil. Invitado por Art Institute de Chicago, Illinois, EUA. Dibujo Latinoamericano, Homenaje al Lápiz, Museo José Luis Cuevas, Distrito Federal, México. Representa a Nicaragua invitado por UNESCO en Iberoamérica Pinta, muestra presentada en España y 26 países latinoamericanos. Ilustra poesía Xavier Villaurrutia, Suplemento Periolibros distribuido a nivel mundial. Invitado por Israel a celebración 3,000 años de Jerusalem. Homenaje Fundación Ortiz Gurdian, III Bienal Artistas Visuales Nicaragüenses, Nicaragua. Publicación de tres sellos postales por Correos de Nicaragua. Diploma de reconocimiento como Fundador del Grupo Praxis y Artista Latinoamericano destacado, Instituto Nicaragüense de Cultura (1998). Artista Invitado a realizar su obra en Academia San Carlos, Distrito Federal, México. Ha dictado charlas y conferencias en distintos museos continentales. Reconocimiento por su valiosa contribución al arte y la cultura nicaragüense, Fundación Mejía Godoy (2003). Nombrado ciudadano del siglo XX por Bluefields y Nicaragua. INPASA reconoce su trayectoria artística con la elaboración de un calendario, 2005. Condecorado por la Presidencia con Orden Rubén Darío, en grado de Gran Cruz, 2006. Nicaragua. Invitado por la Embajada de España a una exhibición retrospectiva.

## Exhibiciones personales en museos
En 1966, presenta en Washington una exhibición personal en Galería de Artes Visuales OEA D.C., invitado por el crítico de arte y director de la Unión Panamericana José Gómez Sicre. Museo de Arte Moderno, México (1982). Museo de Arte Costarricense, San José, Costa Rica (1986). Museo de Arte Contemporáneo, Panamá (1987). Museo José Luis Cuevas, México (1995). Ha presentado 20 exposiciones personales en Europa, Estados Unidos, Centro y Sud América y 54 muestras colectivas alrededor del mundo.

## Críticas
John Canaday  (Estados Unidos), Helen Borchgrave (Inglaterra), José Luis Cuevas, Raquel Tibol, Jaime Labastida (México), Marta traba (Colombia), José Gómez Sicre (Cuba), Seldem Rodman (Estados Unidos), Antonio Martorell (Puerto Rico), Roberto Montero Castro, Bélgica Rodríguez, Carlos Silva (Venezuela), Roger Green (Estados Unidos), Mónica Kupffer (Panamá). Libro Latin American Artist: Edward G. Sullivan, Phaidom, Press (Inglaterra). Por Nicaragua: Pablo Antonio Cuadra, Ernesto Mejía Sánchez, Julio Valle-Castillo, Jorge Eduardo Arellano, Dolores Tórrez, Álvaro Urtecho, entre otros.